# Santa Cruz de Salinas
Santa Cruz de Salinas – miasto i gmina w Brazylii, w stanie Minas Gerais.